# 데드리프트
데드리프트(deadlift)는 가장 대표적인 웨이트 트레이닝 운동 중 하나로, 바닥에 놓인 바벨을 잡고 팔을 구부리지 않은 자세로 엉덩이 높이까지 들어올리는 식으로 행한다.
복부 근육, 등 근육, 둔부 근육, 다리 근육 등 연관되는 근육이 광범위하여 널리 행해지며, 덤벨을 사용한다거나 한쪽 다리만을 사용하는 등 다른 운동효과를 위한 여러 가지 변형이 있다. 스쿼트, 벤치프레스와 함께, 높은 무게를 들어올리는 것으로 겨루는 스포츠 경기인 파워리프팅(Powerlifting)의 세 종목 중 하나이기도 하다. 벤치프레스와 합친 운동인 데드프레스도 있다.

## 목적

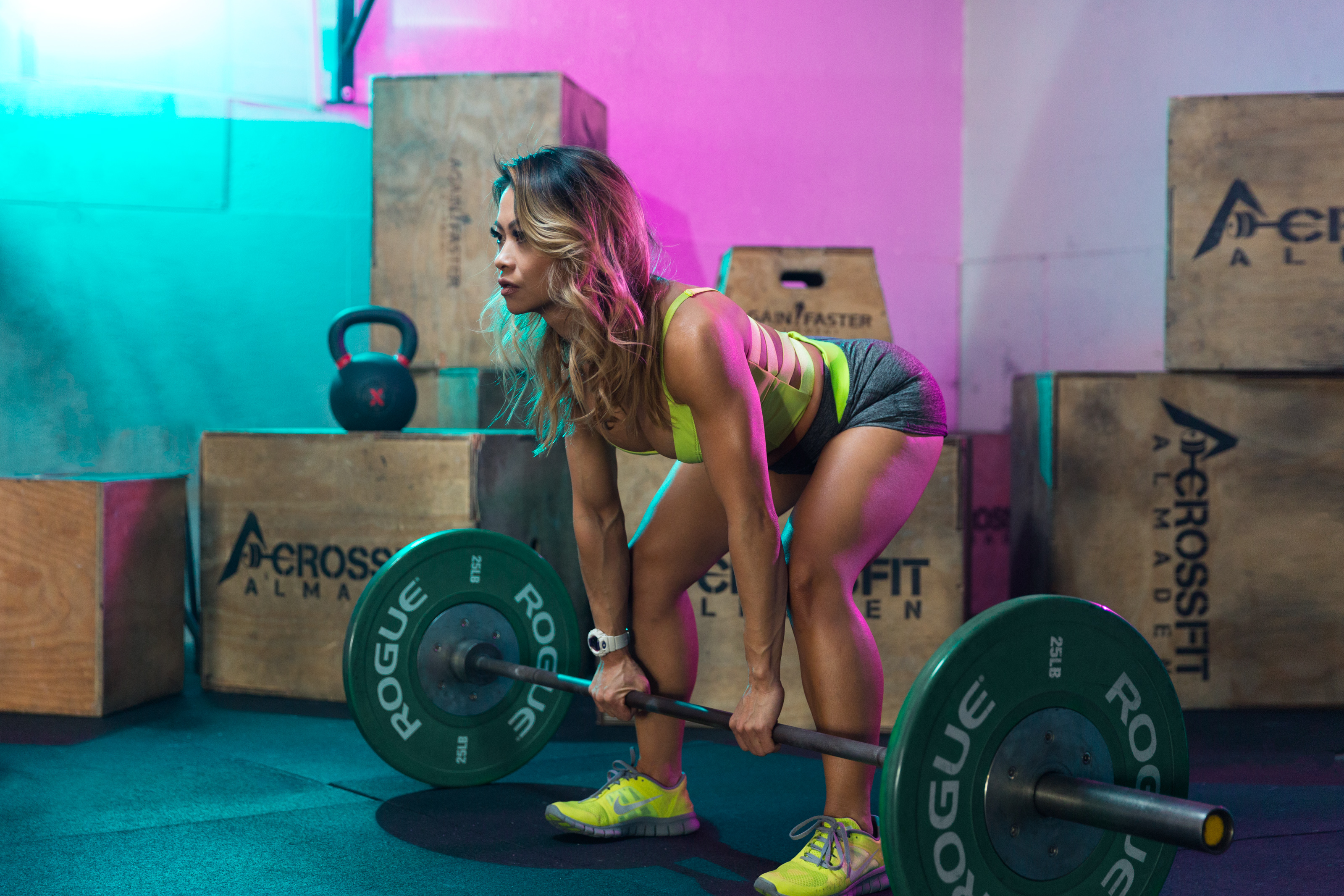
데드리프트를 수행하는 피트니스 모델

웨이트 트레이닝에서 이 운동을 행하는 주 목적은 다리 근육과 엉덩이 근육을 단련하기 위한 것이다. 다리는 앞부분의 쿼드러셉트(Quadriceps)와 뒷부분의 햄스트링(Hamstrings)을 모두 단련하며, 엉덩이의 대표적인 세가지 근육인 대둔근(gluteus maximus), 중둔근(gluteus medius), 소둔근(gluteus minimus) 도 단련한다. 부수적으로 복근과 등 근육에도 넓게 영향을 미친다.

## 주의점
이 운동을 잘못된 자세로 행할 경우 부상의 위험이 크다. 허리나 어깨가 굽어져서는 안 되며 앉을 때 무릎이 발끝보다 앞으로 나가서는 안 된다. 바벨과 어깨의 위치가 수직이 되어야 한다고 잘못 가르치는 경우가 있으나 인체의 무게중심 때문에 이러한 자세는 불가능하며, 어깨가 바벨보다 앞쪽에 위치하는 것이 정상이다.

## 변형
이 운동에는 많은 변형이 있는데, 바벨을 바닥에서 들어올리는 것이 아니라 랙 등 일정 높이 위에 놓인 상태에서 들어올리는 루마니안 데드리프트(Romainan Deadlift), 스모처럼 다리를 넓게 벌리고 주저앉은 형태로 시작하는 스모 데드리프트(Sumo Deadlift) 등이 있다.
바벨이 아닌 덤벨 또는 케틀벨을 들고 할 수도 있다. 덤벨 또는 케틀벨을 들고 한쪽 다리로만 행할 경우 원 레그드 데드리프트(one legged deadlift)라 하여 햄스트링을 집중적으로 단련하는데 주로 쓰인다.

## 참고 문헌
- 근육운동가이드 3판, 프레데릭 데라비에, 삼호미디어 | 2011년 4월 18일 출간
- The Men's Health Big Book of Exercises: Four Weeks to a Leaner, Stronger, More Muscular YOU! Adam Campbell, December 22, 2009
- "The Free Dictionary: Deadlift". Retrieved 15 February 2014.